# Championnat de France de floorball 2005-2006
Navigation
Édition précédente Édition suivante
Le Championnat de France de floorball D1 2005-2006 est la 2e édition de cette compétition. 6 équipes participent à la saison régulière 2005-2006, réunies en une seule poule.
En saison régulière, chaque équipe affronte chacun de ses adversaires en matches aller.
Les phases finales opposent la 1re équipe à la 4e et la 2e à la 3e en demi-finales. Les gagnants se retrouvent en finale, les perdants en petite finale et enfin il y a un match de classement pour la 5e place.
Le championnat a débuté le 3 décembre 2005 à Paris et s'est terminé le 21 mai 2006 à Marseille

## Équipes
| \| Rascasses de Marseille Canonniers de Nantes IFK Paris Ericsson Vikings Gladiateurs d'Orléans Dragons Bisontins \| Localisation des clubs engagés dans le championnat. |
| Rascasses de Marseille Canonniers de Nantes IFK Paris Ericsson Vikings Gladiateurs d'Orléans Dragons Bisontins                                                           |

| Équipes du Championnat de France de floorball D1 2005-2006 | Saisons dans le championnat | Site web                  |
| ---------------------------------------------------------- | --------------------------- | ------------------------- |
| Rascasses de Marseille                                     | 1                           | www.marseillefloorball.fr |
| Canonniers de Nantes                                       | 1                           | www.canonniers-nantes.fr  |
| IFK Paris                                                  | 1                           | www.ifkparis.net          |
| Gladiateurs d'Orléans                                      | 1                           | www.floorball45.com       |
| Ericsson Vikings (Massy)                                   | 0                           | www.evikings.org          |
| CUB Besançon                                               | 1                           | www.dragons-bisontins.fr  |

### Classement final de la saison régulière
| Classement | Nom de l'équipe        | Points | Matchs joués | Victoires | Nuls | Défaites | Buts pour | Buts contre | Différence |
| ---------- | ---------------------- | ------ | ------------ | --------- | ---- | -------- | --------- | ----------- | ---------- |
| 1          | IFK Paris              | 10     | 5            | 5         | 0    | 0        | 42        | 11          | +31        |
| 2          | Rascasses de Marseille | 8      | 5            | 4         | 0    | 1        | 36        | 9           | +27        |
| 3          | Canonniers de Nantes   | 6      | 5            | 3         | 0    | 2        | 20        | 30          | -10        |
| 4          | Ericsson Vikings       | 4      | 5            | 2         | 0    | 3        | 19        | 28          | -9         |
| 5          | Dragons Bisontins      | 2      | 5            | 1         | 0    | 4        | 18        | 27          | -9         |
| 6          | Gladiateurs d'Orléans  | 0      | 5            | 0         | 0    | 5        | 8         | 38          | -30        |

- Qualification pour les playoffs

#### Phases finales

##### Playoffs
|  | Demi-finales               | Demi-finales                  |                        |    | Finale                  | Finale                  |
|  | Demi-finales               | Demi-finales                  |                        |    | Finale                  | Finale                  |
|  |                            |                               |                        |    |                         |                         |
|  | 19 mars 2006 à Nantes      | 19 mars 2006 à Nantes         |                        |    | 21 mai 2006 à Marseille | 21 mai 2006 à Marseille |
|  | 19 mars 2006 à Nantes      | 19 mars 2006 à Nantes         |                        |    | 21 mai 2006 à Marseille | 21 mai 2006 à Marseille |
|  | 1 : IFK Paris              | 5                             |                        |    | 21 mai 2006 à Marseille | 21 mai 2006 à Marseille |
|  | 1 : IFK Paris              | 5                             |                        |    | 21 mai 2006 à Marseille | 21 mai 2006 à Marseille |
|  | 4 : Ericsson Vikings       | 0                             |                        |    | 21 mai 2006 à Marseille | 21 mai 2006 à Marseille |
|  | 4 : Ericsson Vikings       | 0                             | IFK Paris              | 3  |                         |                         |
|  | 19 mars 2006 à Nantes      |                               | IFK Paris              | 3  |                         |                         |
|  |                            | Rascasses de Marseille (a.p.) | 4                      |    |                         |                         |
|  | 2 : Rascasses de Marseille | Rascasses de Marseille (a.p.) | 4                      | 13 |                         |                         |
|  | 2 : Rascasses de Marseille |                               |                        | 13 |                         |                         |
|  | 3 : Canonniers de Nantes   | 0                             |                        |    |                         |                         |
|  | 3 : Canonniers de Nantes   | 0                             | Match pour la 3e place |    |                         |                         |
|  |                            |                               |                        |    |                         |                         |
|  | 21 mai 2006 à Marseille    |                               |                        |    |                         |                         |
|  |                            |                               |                        |    |                         |                         |
|  | Ericsson Vikings           | 3                             |                        |    |                         |                         |
|  | Ericsson Vikings           | 3                             |                        |    |                         |                         |
|  | Canonniers de Nantes       | 6                             |                        |    |                         |                         |
|  | Canonniers de Nantes       | 6                             |                        |    |                         |                         |

##### Détails de la finale
| 21 mai 2006 | Rascasses de Marseille | 4-3 (pr) (1-1, 0-2, 2-0, 1-0) | IFK Paris | Marseille, Pont de Vivaux 109 spectateurs |

| Feuille de match | Feuille de match                                                                                         | Feuille de match                          | Feuille de match                                             | Feuille de match                              |
| ---------------- | --- | ----------------------------------------- | ------------------------------------------------------------ | --------------------------------------------- |
|                  | Manaure Russo-Mendoza - 04:18 Youness El-Kadmiri - 55:38 Youness El-Kadmiri - 58:06 Nicolas Jame - 62:24 | 1 - 0 1 - 1 1 - 2 1 - 3 2 - 3 3 - 3 4 - 3 | 09:14 - Pär Olsson 35:26 - Pär Olsson 37:04 - Sylvain Dupuis | Arbitrage : Michael Scharzwälder Patrick Droz |
| Nicolas Mayot    | Gardiens                                                                                                 | Gilles Bizot                              |                                                              | Arbitrage : Michael Scharzwälder Patrick Droz |
| 44 min           | Pénalités                                                                                                | 10 min                                    |                                                              | Arbitrage : Michael Scharzwälder Patrick Droz |
|                  | |                                           |                                                              | Arbitrage : Michael Scharzwälder Patrick Droz |

##### Match pour la5eplace
| 5e                | 6e                    | Score |
| ----------------- | --------------------- | ----- |
| Dragons Bisontins | Gladiateurs d'Orléans | 7-3   |

### Classement final (après playoffs et matchs de classement)
| Classement final | Nom de l'équipe        | Classement de la saison régulière |
| ---------------- | ---------------------- | --------------------------------- |
| 1                | Rascasses de Marseille | 2                                 |
| 2                | IFK Paris              | 1                                 |
| 3                | Canonniers de Nantes   | 3                                 |
| 4                | Ericsson Vikings       | 4                                 |
| 5                | Dragons Bisontins      | 5                                 |
| 6                | Gladiateurs d'Orléans  | 6                                 |